# Microtunnelling

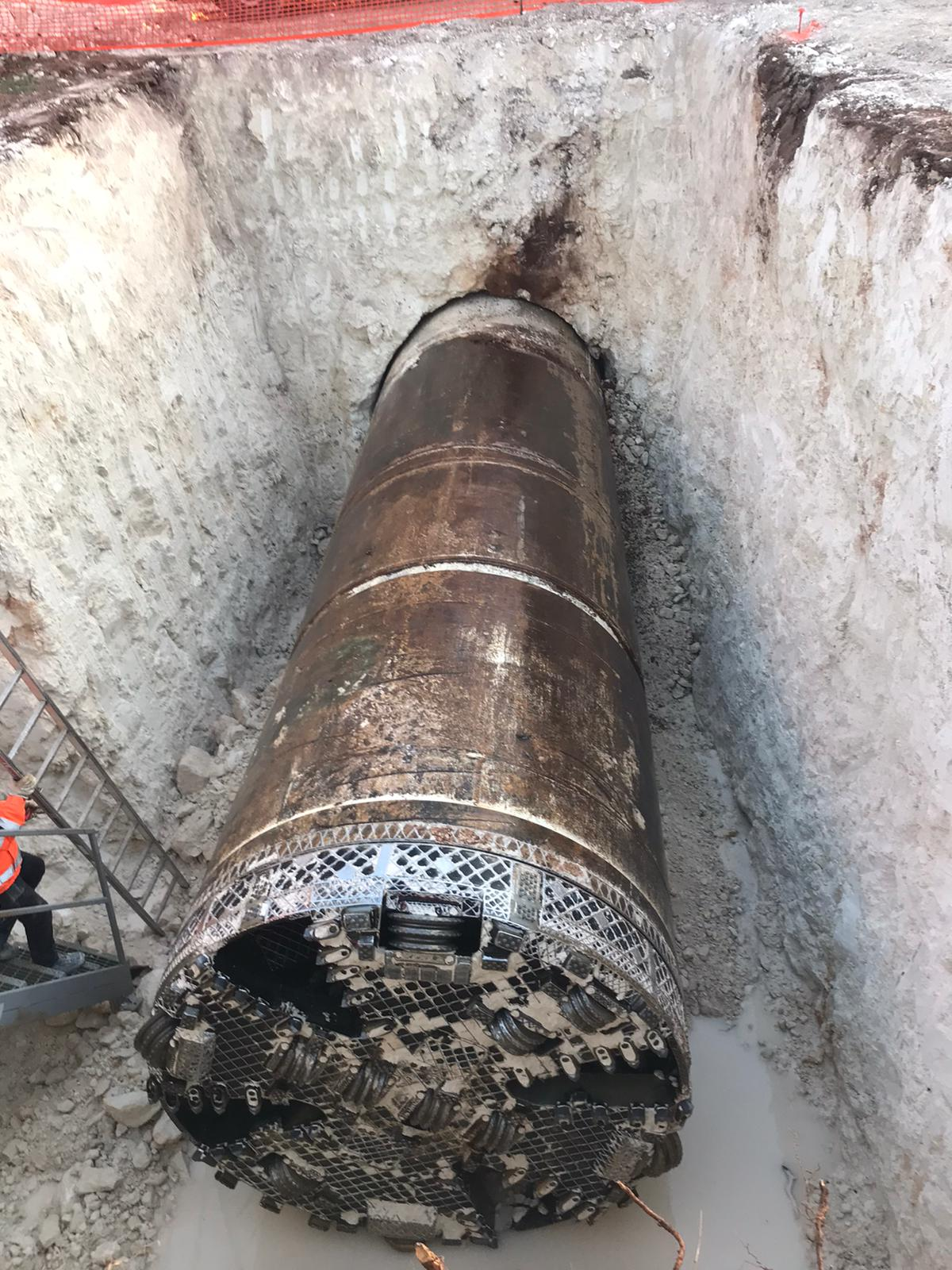
Fuoriuscita della fresa TBM al termine di una perforazione in roccia tenera, all’interno della postazione/trincea di arrivo

Il microtunnelling è una tecnologia no dig di perforazione e spinta, idonea per la realizzazione di microtunnel (o tunnel di piccolo diametro) dentro i quali installare condotte per il trasporto di fluidi, cavi e/o servizi in genere. Consente l’attraversamento in sotterraneo di strade, ferrovie, corsi d'acqua, zone soggette a tutela ambientale, aree archeologiche, approdi costieri, aree antropizzate, ecc., senza la necessità di realizzare di scavi a cielo aperto (in trincea).
La tecnologia del microtunnelling, pur spesso considerata una evoluzione di quella della spingi tubo, è una derivazione di quella della TBM,  già da tempo impiegata per lo scavo di tunnel di medio e grande diametro di perforazione, applicata ai piccoli diametri di scavo. Infatti la perforazionee viene effettuata mediante l'utilizzo di una testa fresante a piena sezione, una TBM a tutti gli effetti.
Il suo impiego è rivolto a quelle opere/attraversamenti da realizzare in presenza di condizioni geologiche complesse, ove non è fattibile l’impiego della perforazione orizzontale controllata.  E’ suggerita anche per impianti che richiedono un elevato grado di precisione, come le reti fognarie dove è importante la precisione della livelletta. Infatti con questa tecnologia si possono installare condotte con una tolleranza, sia altimetrica che plano-altimetrica, di pochi centimetri.
Con questa tecnologia la tubazione viene costruita per conci, e viene fatta avanzare per spinta nel terreno preceduta da uno scudo di acciaio dotato di testa fresante, a partire da un pozzo di monte (o di spinta) fino a quello di valle (o di ricezione). I vari conci costituenti la condotta vengono assemblati (con giunto a bicchiere) progressivamente man mano che la perforazione procede.

## Diametro di perforazione
Il sistema può essere impiegato per realizzare tunnel aventi diametro da 250 mm a 3.000 mm; in casi particolari si sono realizzate perforazioni aventi diametro superiore. La tecnica prevede sempre l'installazione di una condotta in fase di spinta e avanzamento della testa di perforazione. Di norma, in fase di progetto, viene indicato il diametro interno utile (Di) della condotta da installare. Il diametro di perforazione è di norma leggermente superiore al diametro esterno della condotta da installare e dipende dal dimensionamento di quest'ultima.

## Lunghezza di spinta

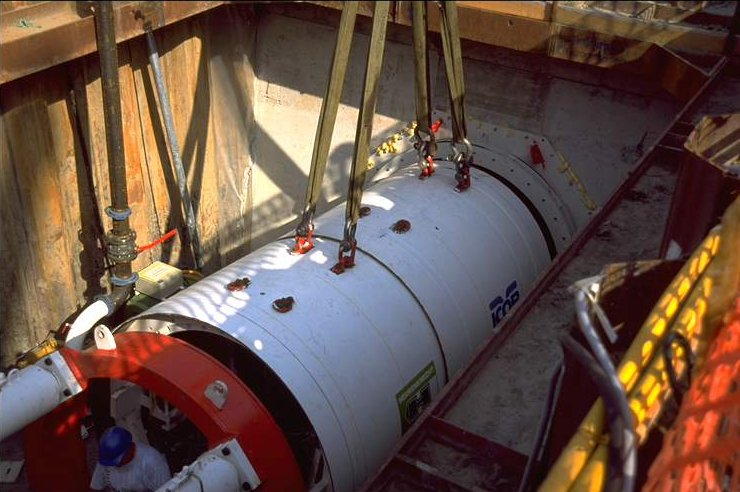

La lunghezza massima di spinta varia da circa 50 m a oltre 1600 m, con l'aumentare del diametro delle tubazioni impiegato, con l'ausilio di stazioni di spinta intermedie (Interjack Station) e attrezzature particolari. Con l'uso del Push Module si possono realizzare anche lunghezze maggiori.

Per lunghezze maggiori si procede per tratte successive.

## Geometria del tracciato

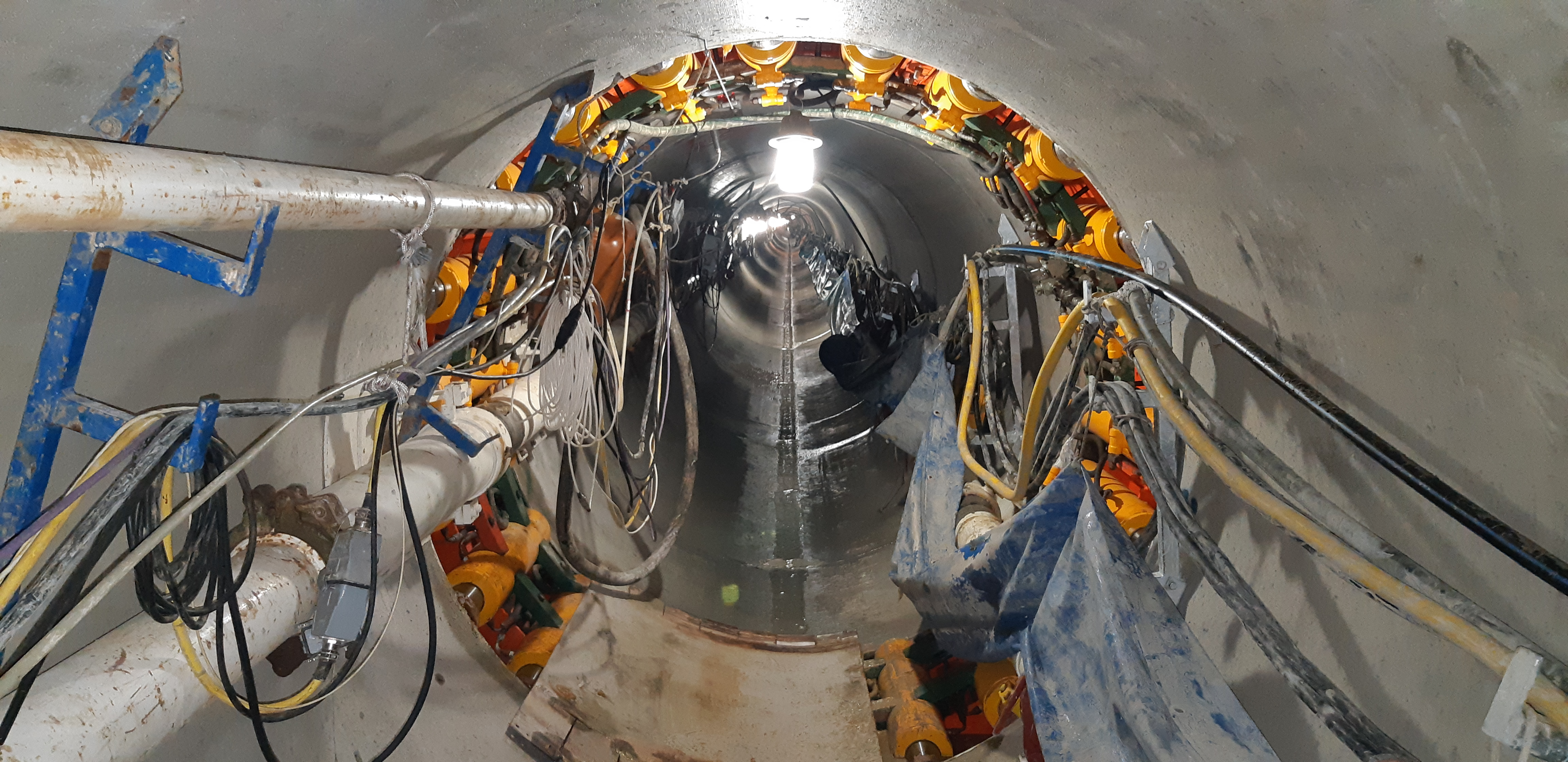

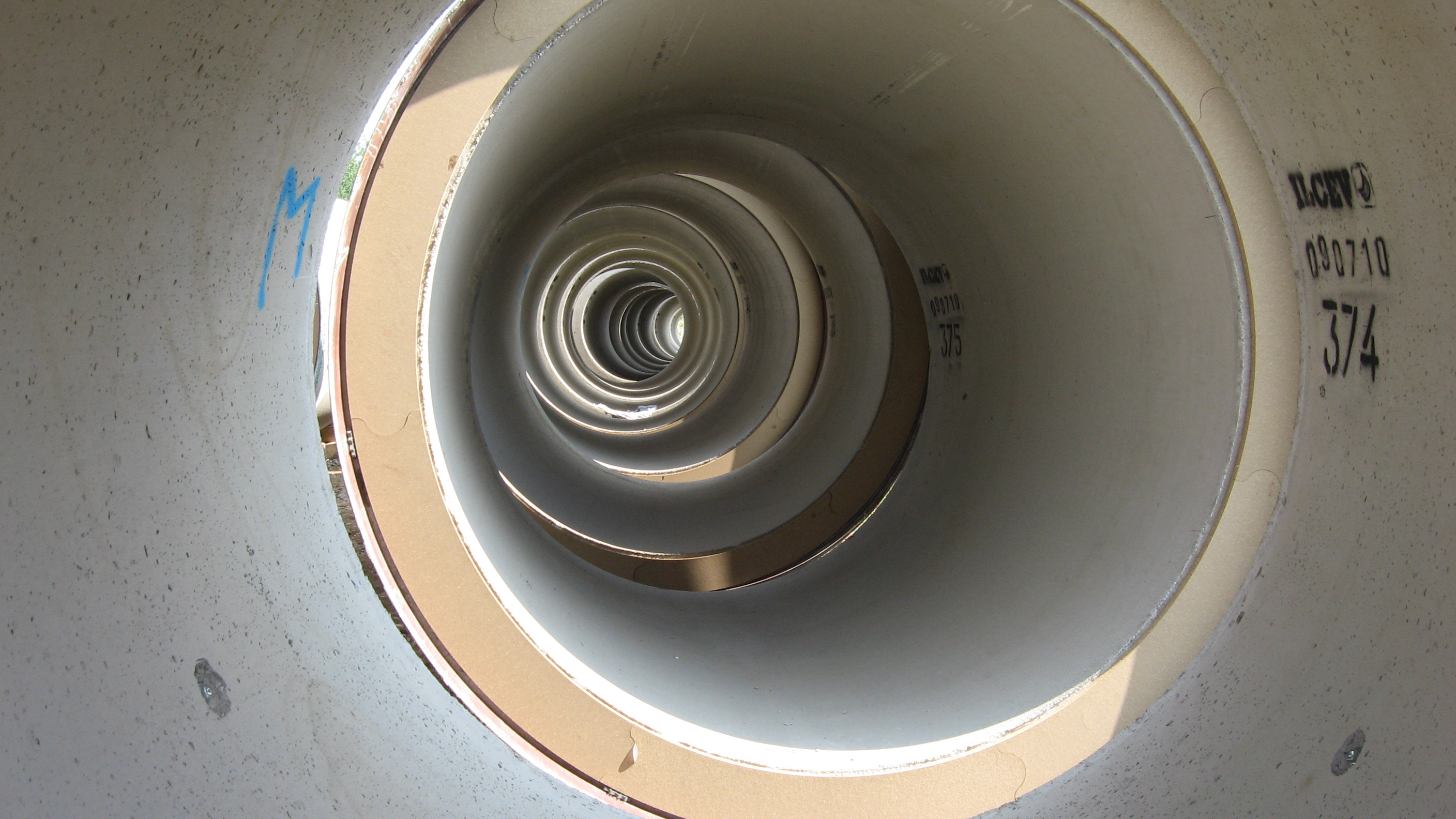

La perforazione avviene di regola secondo tracciati rettilinei con pendenza massima della livelletta pari al 30% in salita e pari al 10% in discesa. Le ultime tecnologie utilizzate nel campo permettono di utilizzare pendenza minime vicine al 0.1%

In Italia, per la posa di servizi (generalmente condotte per il trasporto di idrocarburi) e con l'impiego di tubi in c.a., si è sviluppata molto la perforazione su tracciati "Curvilinei", questo consente di limitare la profondità dei pozzi di spinta e ricezione (spesso quest'ultimo viene eliminato facendo terminare la perforazione in superficie). Il raggio minimo di curvatura è condizionato sia dai giunti dei tubi in c.a. sia dalle caratteristiche del servizio da posare successivamente.
Sempre in Italia sono stati realizzati attraversamenti con questa metodologia, con il tracciato di perforazione in tre dimensioni, con curvature sia planimetriche che altimetriche (nel piano orizzontale e verticale) sfruttando la deformabilità/adattabilità dei giunti dei tubi costituenti il rivestimento del tunnel. Anche in questo caso il raggio minimo di curvatura (composto fra le varie deviazioni) è condizionato anche dalle caratteristiche del servizio da posare successivamente.

## Parti componenti
Le principali parti componenti il sistema di microtunnelling sono:
- il microtunneller o scudo, munito di testa fresante a piena sezione;
- cabina di comando e guida direttamente collegata (con circuiti idraulici o elettrici) a tutte le componenti di scavo, spinta e controllo direzionale;
- stazione di spinta principale munita di cilindri di spinta e centrale oleodinamica; lunghezza di spinta standard di circa 3 m;
- stazioni di spinta intermedie (Interjack Station); lunghezza di spinta standard da 800 mm a 1000 mm;
- tubazioni di rivestimento dello scavo;
- sistema di controllo direzionale laser costituito da una sorgente, da un bersaglio e da eventuali bersagli intermedi;
- sistema di lubrificazione in avanzamento che consente l'iniezione di lubrificante (generalmente bentonite) fra tubi di rivestimento e il terreno;
- sistema di smaltimento dello smarino costituito da una tubazione di alimentazione dell'acqua e dalla relativa pompa che viene fatta affluire verso la testa fresante, e dal tubo di smarino con la relativa pompa per l'allontanamento verso l'esterno del materiale di scavo.

### Microtunneller (scudo)
L'elemento principale del microtunnelling è il microtunneller (scudo) che è uno scudo telecomandato munito di una fresa rotante a piena sezione che disgrega il materiale per compressione e taglio durante l'avanzamento. Lo scudo è provvisto di cilindri direzionali (di norma tre) che consentono all'operatore di guidare la fresa lungo l'asse/tracciato di perforazione. La fresa è munita di utensili di taglio che variano in funzione delle condizioni geologiche del terreno presente lungo il tracciato di perforazione. 

In funzione delle condizioni geologiche si utilizzano teste fresanti diverse:
- teste per argilla
- teste per ghiaia
- teste per roccia
- teste per terra

Vi è la possibilità di combinare le varie soluzioni per ottenere teste "miste", utilizzabili in terreni che presentano nelle varie stratigrafie materiali diversi.

### Tubazioni di rivestimento
I tubi impiegati come rivestimento definitivo del tunnel devono essere di tipo rigido cioè in grado di resistere alla forza di spinta assiale applicata durante la loro messa in opera, al carico del terreno di ricoprimento e ad eventuali altri carichi esterni applicati in superficie. I singoli tubi, denominati "Conci", sono di lunghezza variabile in funzione delle caratteristiche del tunnel da realizzare (lunghezza, diametro, caratteristiche del materiale di rivestimento, ecc. Di norma la lunghezza non supera i 3000 mm.

Normalmente si utilizzano tubi in calcestruzzo armato, acciaio o gres; di recente utilizzo anche la vetroresina.

## Principi di funzionamento
Individuata la profondità di posa della condotta si predispongono due pozzi, uno di partenza ed uno di arrivo.

Lo scudo munito di fresa a piena sezione viene posizionato sul fondo del pozzo di spinta (partenza) ed inizia a perforare il terreno.

L'avanzamento dell'attrezzatura avviene a mezzo di un carrello di spinta dotato di martinetti (stazione di spinta) che agiscono sui tubi già installati, i quali fungono da colonna di trasmissione della spinta.

All'avanzare del fronte di scavo, i nuovi conci vengono man mano posizionati e giuntati in coda al microtunneller e trasmettono a questo la spinta.

I martinetti fanno contrasto su un muro in calcestruzzo armato detto di controspinta opportunamente dimensionato, realizzato all'interno del pozzo di monte.

Con l'avanzamento dello scudo il materiale di scavo è sospinto all'interno dello scudo dove viene frantumato fino a dimensioni tali da poter essere trasportato all'esterno con circolazione di acqua o di acqua e bentonite in circuito chiuso.

Il sistema è guidato dall'esterno mediante una consolle di comando ubicata in un container esterno, da cui è possibile controllare e variare i parametri di avanzamento in funzione della reazione del terreno attraversato.

La posizione della testa fresante viene indicata in continuo da un computer che elabora le informazioni raccolte da un sistema di puntamento laser, costituito da un bersaglio fotosensibile, solidale con l'elemento di perforazione, colpito da un raggio laser originato da una sorgente ubicata nel pozzo di partenza.

L'inserimento progressivo dei  conci termina quando la testa perforante emerge in corrispondenza del pozzo di arrivo.

I vari conci così posati vanno a costituire un'unica tubazione che va a contenere la spinta del terreno.

## Realizzazione dei pozzi
In corrispondenza del punto di inizio perforazione è necessario realizzare delle postazioni ove installare lo scudo e tutte le attrezzature necessarie (postazione/pozzo di spinta); ove termina la perforazione verrà realizzata la postazione di recupero necessaria per il recupero dello scudo. I pozzi devono essere realizzati con una struttura di contenimento appositamente progettata il funzione della profondità degli stessi e, in base alle caratteristiche geologiche locali. Possono quindi essere realizzati con palancole, pali perforati, micropali, ecc. e, spesso, devono essere rivestiti in calcestruzzo armato al fine di contrastare le spinte del terreno.

Il pozzo/postazione di partenza deve essere di regola più grande di quello di arrivo poiché deve ospitare il muro di controspinta e la slitta di scorrimento lungo la quale vengono sfilati i conci di tubo che vengono aggiunti man mano che la testa fresante e lo scudo avanzano nel terreno. Nel caso di microtunnel curvilinei, spesso si cerca di completare la perforazione in superficie allo scopo di evitare la realizzazione del pozzo.